# Wilshire 5000
| Wilshire 5000  | Wilshire 5000           |
| Stammdaten     | Stammdaten              |
| -------------- | ----------------------- |
| Staat          | Vereinigte Staaten      |
| Börse          | New York Stock Exchange |
| ISIN           | nicht bekannt           |
| WKN            | nicht bekannt           |
| Symbol         | W5000                   |
| RIC            | ^W5000                  |
| Bloomberg-Code | W5000 <INDEX>           |
| Kategorie      | Aktienindex             |
| Typ            | Kursindex               |
| Familie        | Wilshire Indices        |

Der Wilshire 5000 (offiziell Wilshire 5000 Total Market Index) ist ein Aktienindex, in dem alle börsennotierten Unternehmen mit Hauptsitz in den USA gelistet sind.

## Berechnung
Der Wilshire 5000 ist ein Kursindex, in dem alle US-amerikanischen Aktiengesellschaften der New York Stock Exchange, der NASDAQ und der NYSE Amex (früher American Stock Exchange) gelistet sind. Die Nebenwerte (Small Caps) stellen 72 Prozent an den mehr als 5.000 notierten Unternehmen im Wilshire 5000, besitzen aber nur einen Anteil von zwölf Prozent an der gesamten Marktkapitalisierung des Index.
Der Indexstand wird ausschließlich auf Grund der Aktienkurse ermittelt und nur um Erträge aus Bezugsrechten und Sonderzahlungen bereinigt. Die Gewichtung erfolgt nach der Marktkapitalisierung der gelisteten Unternehmen. Kapitalmaßnahmen wie Aktiensplits haben keinen (verzerrenden) Einfluss auf den Index. Die Berechnung wird während der NYSE-Handelszeit von 9:30 bis 16:00 Ortszeit (15:30 bis 22:00 MEZ) jede Sekunde aktualisiert. Der Wilshire 5000 spiegelt die Wertentwicklung aller US-Aktiengesellschaften wider.

## Geschichte

### Historischer Überblick

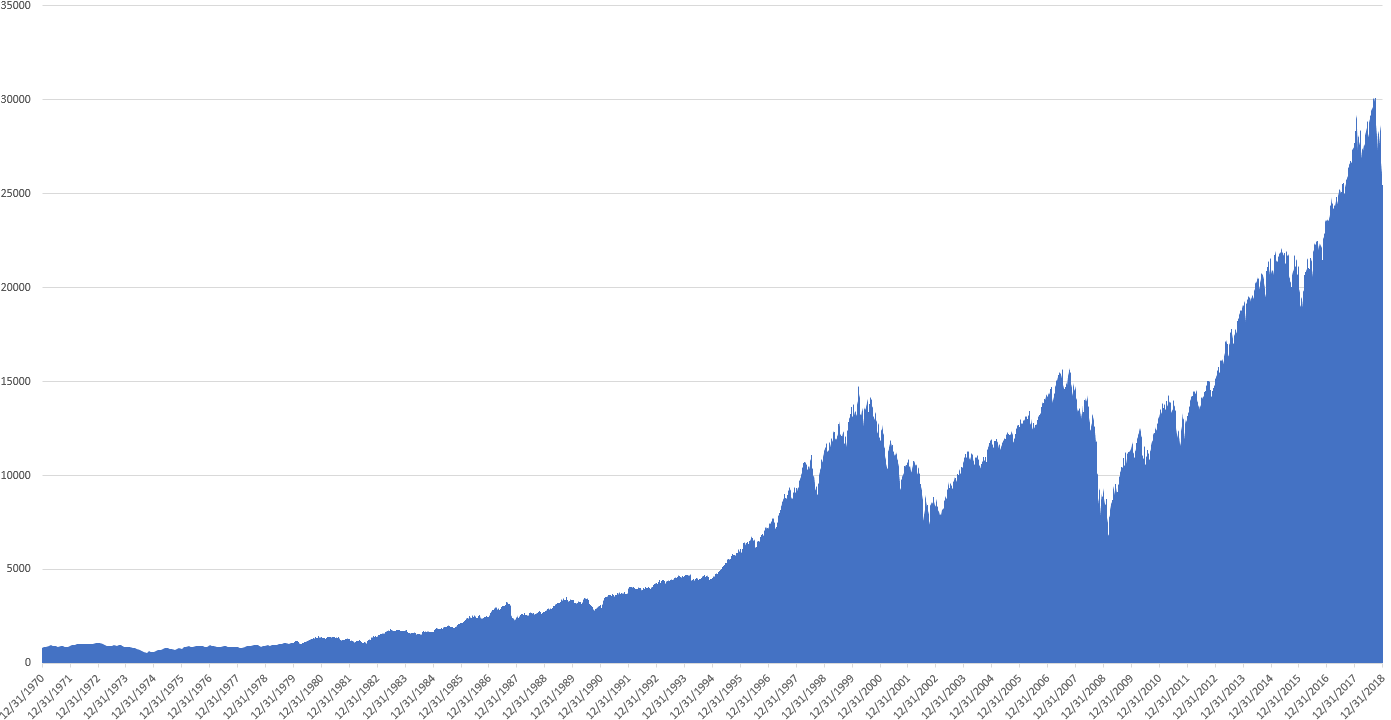
Wilshire 5000 Index, 31. Dez. 1970 – 3. Jan. 2019

Der Wilshire 5000 wurde 1974 von Dennis Tito, dem Gründer der Investment-Beratungsgesellschaft Wilshire Associates, erstmals veröffentlicht und bis 1970 zurückgerechnet. Basiswert sind 1.404,60 Punkte am 31. Dezember 1980.
Ein Meilenstein in der Entwicklung des Wilshire 5000 war die 5.000-Punkte-Marke, die der Index am 24. April 1995 mit einem Schlussstand von 5.013,97 Punkten zum ersten Mal überwand. Die Marke von 10.000 Punkten fiel erstmals am 27. Februar 1998, als der Index den Handel mit 10.006,44 Punkten beendete. Auch in den folgenden Jahren markierte der Wilshire 5000 weitere Rekorde.
Bis zum 24. März 2000 stieg er auf einen Schlussstand von 14.751,64 Punkten, was für sieben Jahre sein Allzeithöchststand blieb. Nach dem Platzen der Spekulationsblase im Technologiesektor (Dotcom-Blase) fiel der Index bis zum 9. Oktober 2002 auf einen Tiefststand von 7.342,90 Punkte. Das war ein Rückgang gegenüber dem 24. März 2000 von 50,2 Prozent und entsprach einem Verlust von über 7.000 Milliarden US-Dollar an Marktkapitalisierung. Der 9. Oktober 2002 markiert den Tiefpunkt der Talfahrt. Ab Herbst 2002 war der Index wieder auf dem Weg nach oben. Am 8. September 2004 überwand der Wilshire 5000 erstmals seit 1998 wieder die 10.000-Punkte-Marke, als er den Handel mit 10.010,54 Punkten beendete.
Am 1. April 2004 schlossen Wilshire Associates und das Verlagshaus Dow Jones & Company eine fünfjährige Lizenzvereinbarung, den Wilshire 5000 gemeinsam zu vermarkten. Der Aktienindex wurde in Dow Jones Wilshire 5000 Composite Index umbenannt.
Am 20. Februar 2007 wurde das Hoch vom 24. März 2000 mit einem Schlussstand von 14.796,54 Punkten überboten. Die Marke von 15.000 Punkten erreichte der Index zum ersten Mal am 20. April 2007, als er den Handel mit 15.009,91 Punkten beendete. Am 9. Oktober 2007 markierte der Dow Jones Wilshire 5000 mit einem Schlussstand von 15.806,69 Punkten ein Allzeithoch.
Im Verlauf der internationalen Finanzkrise, die im Sommer 2007 in der US-Immobilienkrise ihren Ursprung hatte, begann der Index wieder zu sinken. Am 8. Oktober 2008 schloss er mit 9.926,42 Punkten erstmals seit dem 25. April 2003 unter der Grenze von 10.000 Punkten. Auf den tiefsten Stand seit dem 1. November 1996 fiel der Wilshire 5000 am 9. März 2009, als er den Handel mit 6.858,43 Punkten beendete. Seit dem Allzeithoch vom 9. Oktober 2007 entspricht das einem Rückgang um 56,6 Prozent.
Am 1. April 2009 wurde die Lizenzvereinbarung von Wilshire Associates mit Dow Jones & Company nicht verlängert und der Index in Wilshire 5000 Total Market Index umbenannt. Seitdem veröffentlicht das Verlagshaus Dow Jones den Dow Jones Total Stock Market Index, der praktisch mit der gleichen Methode berechnet wird wie der Wilshire 5000.
Der 9. März 2009 bedeutete das Ende der Talfahrt. Ab dem Frühjahr 2009 war der Börsenindex wieder auf dem Weg nach oben. Bis zum 29. April 2011 stieg er um 111,4 Prozent auf einen Schlussstand von 14.495,44 Punkten. Die Abschwächung der globalen Konjunktur und die Verschärfung der Eurokrise führten zu einem Kurseinbruch des Aktienindex. Am 3. Oktober 2011 beendete der NYSE Composite den Handel bei 11.459,36 Punkten. Der Verlust seit dem Höchststand am 29. April 2011 beträgt 20,9 Prozent.
Die Ankündigung neuer Anleihekaufprogramme der Europäischen Zentralbank und der US-Notenbank in grundsätzlich unbegrenztem Umfang führte zu einer Erholung der Kurse am Aktienmarkt. Die monetären Impulse spielten eine größere Rolle bei der Kursbildung, als die weltweite Wirtschaftsabkühlung und die Lage der Unternehmen. Am 11. Januar 2013 schloss der Index bei 15.522,88 Punkten und damit um 35,5 Prozent höher als am 3. Oktober 2011.

### Höchststände
Die Übersicht zeigt die Allzeithöchststände des Wilshire 5000.
|                      | Punkte    | Datum            |
| -------------------- | --------- | ---------------- |
| im Handelsverlauf    | 49.089,39 | 5. November 2021 |
| auf Schlusskursbasis | 48.951,72 | 8. November 2021 |

### Meilensteine
Die Tabelle zeigt die Meilensteine des Wilshire 5000.
| Erster Schlussstand über | Schlussstand in Punkten | Datum             |
| ------------------------ | ----------------------- | ----------------- |
| 1.000                    | 1.005,79                | 29. Februar 1972  |
| 2.000                    | 2.015,69                | 16. Juli 1985     |
| 3.000                    | 3.012,12                | 23. März 1987     |
| 4.000                    | 4.014,87                | 30. Dezember 1991 |
| 5.000                    | 5.013,97                | 24. April 1995    |
| 6.000                    | 6.043,57                | 4. Dezember 1995  |
| 7.000                    | 7.013,90                | 6. November 1996  |
| 8.000                    | 8.000,32                | 23. Mai 1997      |
| 9.000                    | 9.007,36                | 30. Juli 1997     |
| 10.000                   | 10.006,44               | 27. Februar 1998  |
| 11.000                   | 11.024,40               | 14. Juli 1998     |
| 12.000                   | 12.005,29               | 7. April 1999     |
| 13.000                   | 13.077,98               | 16. November 1999 |
| 14.000                   | 14.006,37               | 9. März 2000      |
| 15.000                   | 15.009,91               | 20. April 2007    |
| 16.000                   | 16.035,03               | 8. Februar 2013   |
| 17.000                   | 17.073,40               | 3. Mai 2013       |
| 18.000                   | 18.006,35               | 23. Juli 2013     |
| 19.000                   | 19.033,62               | 14. November 2013 |
| 20.000                   | 20.044,39               | 28. Februar 2014  |

| Erster Schlussstand über | Schlussstand in Punkten | Datum              |
| ------------------------ | ----------------------- | ------------------ |
| 21.000                   | 21.070,57               | 1. Juli 2014       |
| 22.000                   | 22.022,24               | 12. Februar 2015   |
| 23.000                   | 23.047,48               | 22. November 2016  |
| 24.000                   | 24.070,28               | 25. Januar 2017    |
| 25.000                   | 25.009,92               | 24. Mai 2017       |
| 26.000                   | 26.023,23               | 17. September 2017 |
| 27.000                   | 27.019,99               | 21. November 2017  |
| 28.000                   | 28.181,10               | 3. Januar 2018     |
| 29.000                   | 29.047,16               | 17. Januar 2018    |
| 30.000                   | 30.014,72               | 24. August 2018    |
| 31.000                   | 31.013,48               | 19. Juli 2019      |
| 32.000                   | 32.050,85               | 26. November 2019  |
| 33.000                   | 33.008,10               | 26. Dezember 2019  |
| 34.000                   | 34.000,41               | 22. Januar 2020    |
| 35.000                   | 35.062,58               | 24. August 2020    |
| 36.000                   | 36.142,35               | 1. September 2020  |
| 37.000                   | 37.565,55               | 9. November 2020   |
| 38.000                   | 38.106,38               | 27. November 2020  |
| 39.000                   | 39.012,64               | 16. Dezember 2020  |
| 40.000                   | 40.257,36               | 7. Januar 2021     |

| Erster Schlussstand über | Schlussstand in Punkten | Datum            |
| ------------------------ | ----------------------- | ---------------- |
| 41.000                   | 41.049,29               | 25. Januar 2021  |
| 42.000                   | 42.093,04               | 10. Februar 2021 |
| 43.000                   | 43.019,72               | 8. April 2021    |
| 44.000                   | 44.013,82               | 23. April 2021   |
| 45.000                   | 45.091,33               | 25. Juni 2021    |
| 46.000                   | 46.164,25               | 29. Juli 2021    |
| 47.000                   | 47.137,99               | 30. August 2021  |
| 48.000                   | 48.040,14               | 1. November 2021 |
| 49.000                   | 49.089,39               | 5. November 2021 |

### Jährliche Entwicklung
Die Tabelle zeigt die jährliche Entwicklung des Wilshire 5000.
| Jahr | Schlussstand in Punkten | Veränderung in Punkten | Veränderung in % |
| ---- | ----------------------- | ---------------------- | ---------------- |
| 1970 | 830,27                  |                        |                  |
| 1971 | 949,26                  | 118,99                 | 14,33            |
| 1972 | 1.090,31                | 141,05                 | 14,86            |
| 1973 | 861,73                  | −228,58                | −20,96           |
| 1974 | 590,34                  | −271,39                | −31,49           |
| 1975 | 784,15                  | 193,81                 | 32,83            |
| 1976 | 954,18                  | 170,03                 | 21,68            |
| 1977 | 887,59                  | −66,59                 | −6,98            |
| 1978 | 922,77                  | 35,18                  | 3,96             |
| 1979 | 1.100,71                | 177,94                 | 19,28            |
| 1980 | 1.404,60                | 303,89                 | 27,61            |
| 1981 | 1.286,24                | −118,36                | −8,43            |
| 1982 | 1.451,59                | 165,35                 | 12,86            |
| 1983 | 1.723,62                | 272,03                 | 18,74            |
| 1984 | 1.702,00                | −21,62                 | −1,25            |
| 1985 | 2.164,69                | 462,69                 | 27,19            |
| 1986 | 2.434,95                | 270,26                 | 12,48            |
| 1987 | 2.417,12                | −17,83                 | −0,73            |
| 1988 | 2.738,42                | 321,30                 | 13,29            |
| 1989 | 3.419,88                | 681,46                 | 24,89            |
| 1990 | 3.101,35                | −318,53                | −9,31            |
| 1991 | 4.041,10                | 939,75                 | 30,30            |
| 1992 | 4.289,73                | 248,63                 | 6,15             |
| 1993 | 4.657,83                | 368,10                 | 8,58             |
| 1994 | 4.540,62                | −117,21                | −2,52            |
| 1995 | 6.057,21                | 1.516,59               | 33,40            |
| 1996 | 7.198,29                | 1.141,08               | 18,84            |
| 1997 | 9.298,19                | 2.099,90               | 29,17            |
| 1998 | 11.317,59               | 2.019,40               | 21,72            |
| 1999 | 13.812,67               | 2.495,08               | 22,05            |
| 2000 | 12.175,88               | −1.636,79              | −11,85           |
| 2001 | 10.707,68               | −1.468,20              | −12,06           |
| 2002 | 8.343,19                | −2.364,49              | −22,08           |
| 2003 | 10.799,62               | 2.456,43               | 29,44            |
| 2004 | 11.971,14               | 1.171,52               | 10,85            |
| 2005 | 12.517,69               | 546,55                 | 4,57             |
| 2006 | 14.257,55               | 1.739,86               | 13,90            |
| 2007 | 14.819,58               | 562,03                 | 3,94             |
| 2008 | 9.087,17                | −5.732,41              | −38,68           |
| 2009 | 11.561,72               | 2.474,55               | 27,23            |
| 2010 | 13.360,13               | 1.798,41               | 15,55            |
| 2011 | 13.189,93               | −170,20                | −1,27            |
| 2012 | 14.995,11               | 1.805,18               | 13,69            |
| 2013 | 19.706,03               | 4.710,92               | 31,42            |
| 2014 | 21.669,86               | 1.963,83               | 9,97             |
| 2015 | 21.167,86               | −502,00                | −2,32            |
| 2016 | 23.425,86               | 2.258,00               | 10,67            |
| 2017 | 27.794,17               | 4.368,31               | 18,65            |
| 2018 | 25.749,72               | −2.044,45              | −7,36            |
| 2019 | 32.886,74               | 7.137,02               | 27,72            |
| 2020 | 39.456,66               | 6.569,92               | 19,98            |
| 2021 | 48.607,95               | 9.151,29               | 23,19            |
| 2022 | 38.073,94               | −10.534,01             | −21,67           |